# CSS Stonewall
CSS Stonewall – okręt pancerny (taranowiec) Skonfederowanych Stanów Ameryki, a następnie japoński okręt pancerny Kōtetsu, przemianowany później na Azuma.

## Budowa
Pancerny taranowiec „Stonewall” został zamówiony przez agenta rządu Skonfederowanych Stanów Ameryki Jamesa Bullocha, we francuskiej stoczni Arman w Bordeaux 16 lipca 1863, podczas wojny secesyjnej. Miał początkowo nosić nazwę CSS „Sphinx”, jego bliźniaczym okrętem był „Cheops”, dla zamaskowania odbiorcy. Kadłub wodowano 21 czerwca 1864, a okręt ukończono 25 października 1864. Z powodu protestów ambasady Stanów Zjednoczonych, rząd francuski jednak przed jego ukończeniem zabronił sprzedaży okrętu konfederatom i został on wówczas zaoferowany Danii, toczącej wojnę o Szlezwik. Został zakupiony przez Danię pod nazwą „Staerkodder”, lecz do sfinalizowania transakcji nie doszło, gdyż nie dotarł do Kopenhagi przed zakończeniem wojny i rząd duński zrezygnował z zakupu. „Sphinx” wówczas został przez stocznię sprzedany oryginalnie zamawiającym go konfederatom. Stał się przez to jedynym okrętem pancernym z zamówionych przez Konfederację w Europie, który zdołał wejść do służby. Był też jedynym z okrętów pancernych w służbie Konfederacji, zdolnym do podróży pełnomorskich, aczkolwiek projektowany był z możliwością użycia na wodach śródlądowych Missisipi. Zadaniem okrętu była m.in. walka z flotą Unii blokującą port Wilmington i żeglugą między Kalifornią a portami Północy.

## Służba w marynarce Konfederacji

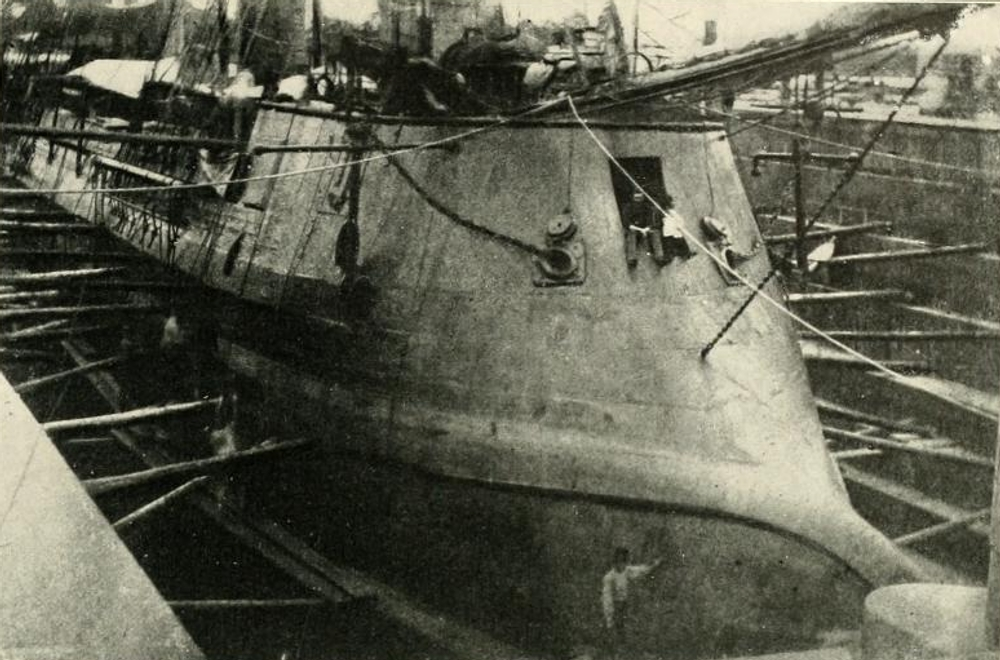
Zdjęcie dziobu

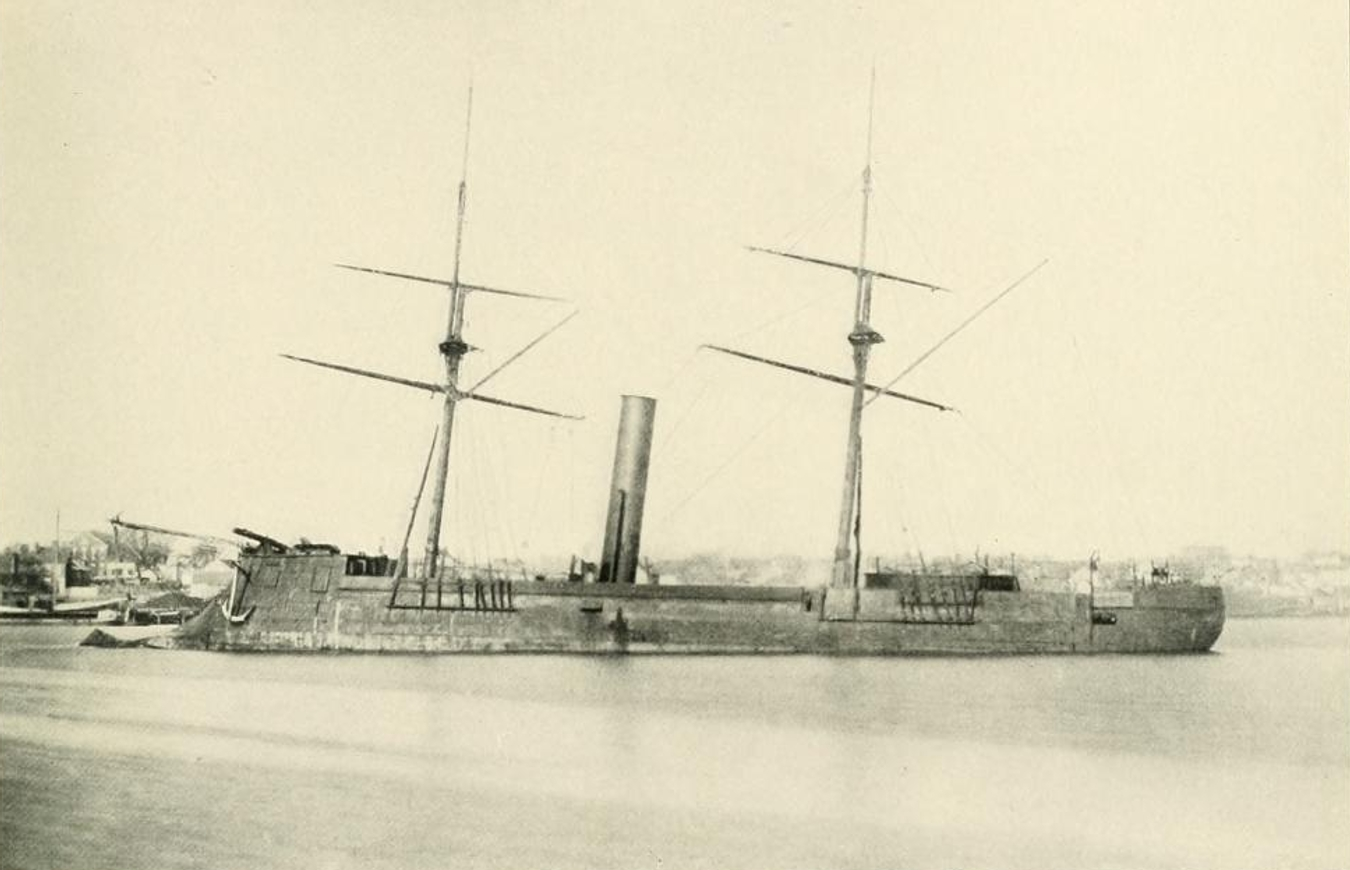
Profil

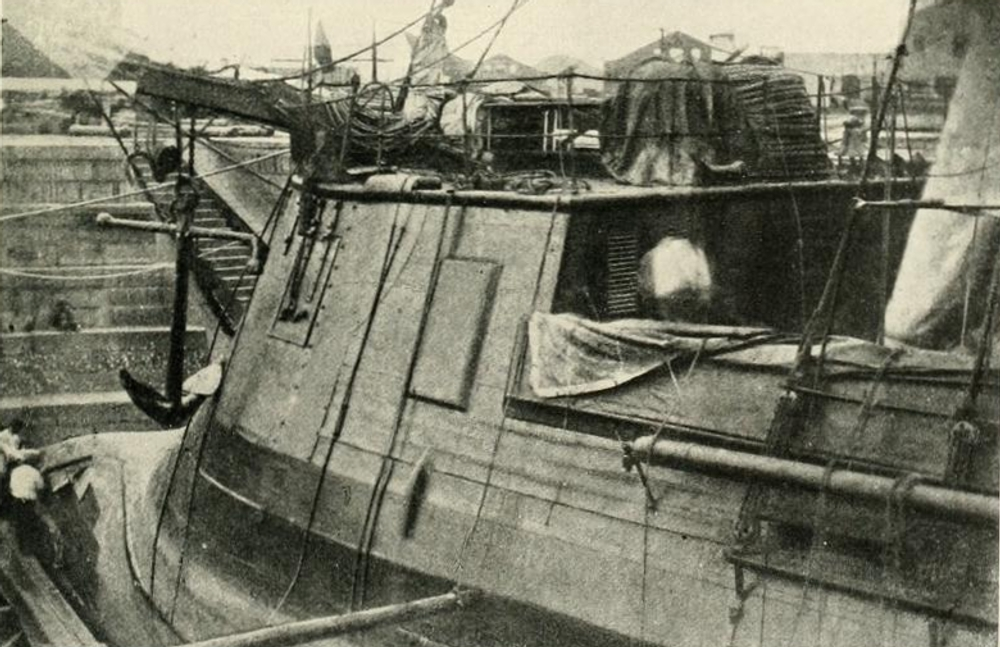
Zbliżenie

W grudniu 1864 dowództwo okrętu objął kmdr T.J. Page i zmieniono jego nazwę na CSS „Stonewall”, na cześć generała Thomasa Jacksona, nazywanego Stonewall (pol. mur kamienny). Pod nazwami „Staerkodder” i „Olinde”, w celu zamaskowania aktualnych właścicieli, CSS „Stonewall” wyruszył w styczniu 1865 z Kopenhagi w kierunku wód ojczystych, udając się po drodze do Francji, a następnie Hiszpanii w celu uzupełnienia zapasów. 24 marca 1865 natknął się pod Ferrolem, w którym przechodził remont spowodowany sztormem, na okręty Unii – wielki slup wojenny USS „Niagara” i slup USS „Sacramento”. Uchyliły się one jednak od walki, nie będąc opancerzone. W maju 1865 „Stonewall” dotarł do Hawany na Kubie (kolonii hiszpańskiej), gdzie jego dowódca dowiedział się o zakończeniu wojny secesyjnej, po czym zdał okręt władzom hiszpańskim w zamian za pieniądze dla załogi. Hiszpanie jednak w lipcu 1865 przekazali okręt USA. Nie wszedł mimo to do aktywnej służby w marynarce USA, lecz został odstawiony w stoczni Washington Navy Yard.

## Służba w Japonii
W 1867 okręt został zakupiony dla floty shōguna. Dopiero 24 kwietnia 1868 został dostarczony do Jokohamy przez amerykańską załogę. Mimo to, powrócił następnie we władanie amerykańskie. 3 lutego 1869 został przekazany Japończykom – tym razem siłom cesarskim, toczącym wojnę domową i wszedł do służby pod nazwą „Kōtetsu” (jap. pancerny). Był pierwszym i przez pewien czas jedynym okrętem pancernym w Japonii oraz okrętem flagowym marynarki cesarskiej. Brał udział w bitwie w zatoce Hakodate w maju 1869.
7 grudnia 1871 został przemianowany na „Azuma”. W tym czasie przeszedł przezbrojenie. Służył jako okręt obrony wybrzeża. Wycofany został ze służby 28 stycznia 1888, lecz istniał jeszcze przez ok. 20 lat.

## Opis
Okręt był konstrukcji drewnianej, z szerokim pasem pancernym pokrywającym burty w rejonie linii wodnej i nad nią. Pancerz wykonany był z kutego żelaza, w technologii warstwowej – zewnętrzna warstwa miała do 89 mm grubości (3½ cala) i spoczywała na warstwie drewna tekowego grubości 76 mm, a pod nią był pas żelaza grubości 32 mm (1¼ cala). Łączna grubość żelaznego pasa wynosiła 120 mm (4¾ cala). Taranowy dziób był wysunięty na 6 m do przodu. Okręt miał dwie śruby i dwa stery, a także pomocnicze ożaglowanie brygu.

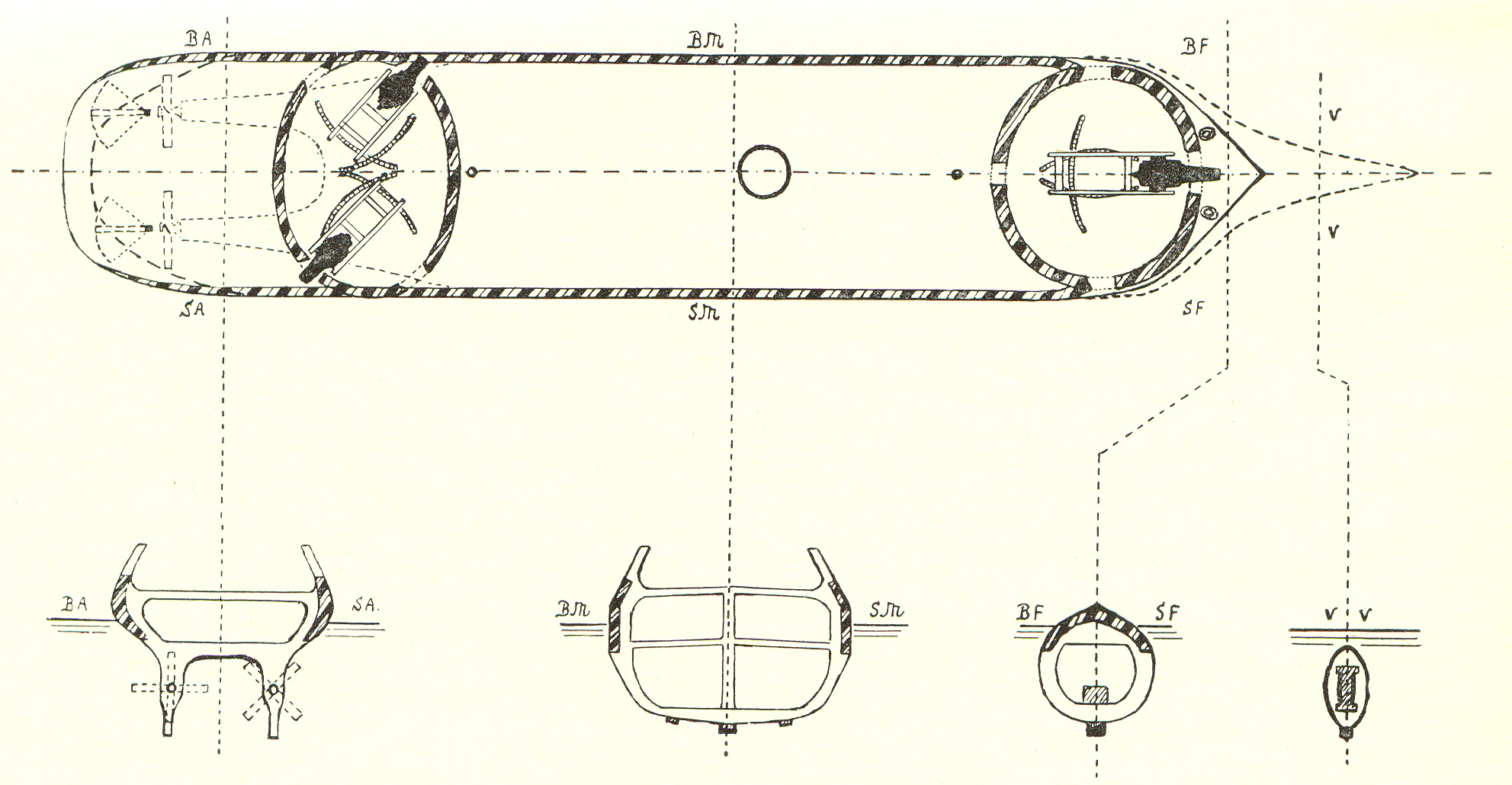
Przekrój ukazujący rozmieszczenie opancerzenia i uzbrojenia

Główne uzbrojenie stanowiło początkowo odprzodowe działo 300-funtowe Armstrong (kalibru 10 cali – 254 mm), w pancernej kazamacie na samym dziobie, która miała trzy strzelnice, skierowane do przodu i na obie burty. Działo obracano w zależności od potrzeb. Uzbrojenie uzupełniały dwa gwintowane działa odprzodowe 70-funtowe Armstrong (kalibru 6,4 cala – 163 mm), w pancernej kazamacie blisko rufy, po jednym dziale na burtę. Każde z dział mogło strzelać przez jedną z dwóch strzelnic, skierowanych ukośnie w stronę dziobu lub rufy. Po modernizacji w 1871 uzbrojenie stanowiło jedno gwintowane działo odprzodowe 229 mm Armstrong (9 cali) i 4 gwintowane działa odprzodowe 165 mm Parrot (6,5 cala).